# 冰穹C
冰穹C（英語：Dome C），又名为冰穹喀耳刻（Dome Circe），冰穹查理（Dome Charlie），是南極洲的一个冰穹，位於南極高原，海拔3,233米。距离法国的迪蒙迪维尔站约1100千米（680英里），距南极点约1670千米（1037英里）。冰穹C是康宏站（法国与意大利联合建立）的所在地。

## 历史
上世纪70年代，冰穹C是多个国家南极地区考察队的冰芯钻探地点的所在地。当时它被美国南极海军支援部队称为“冰穹查理”（北约组织音标字母代码为C），该部队为各考察队提供后勤支援。在1975年11月，该部队的三架LC-130大力神飞机在起飞时遭遇事故，受到严重损坏。于是美国海军派遣分队，在冰穹C上建立了一个营地以修复受损的飞机。在完成了主要的结构修复和引擎更换后，三架飞机分别于1975年12月26日，1976年1月14日，1976年12月25日被空运到麦克默多站。
美国海军部队建造的营地在飞机修复任务完成后仍然保留了下来，于是这便成为一支法国科考队在此的临时定居点。他们利用外界帮助空运了数吨的设备于此地，成功地完成了980米深的冰核取样目标。根据他们后来的实验研究，这些样本约有45000至50000年的历史。
1979年冬季，在美国南极研究项目的主办和美国国家基金会的支持下，美国和法国共同拥有了该营地。当时主要的工作为气象学，冰芯钻探和地震研究。该营地暖季时最多有18人，并至少有四名美国国际电话和电信公司的职员和一名海军医疗看护兵保持正常运转。1980年1月，该营地被关闭。
1992年，法国决定在南极高原上建立一个新的科考站。后来意大利加入该计划。1996年，法国和意大利的联合团队开始在南极高原工作，建立了一个夏季营地。建造该营地的主要目的是为欧洲南极冰芯取样项目的进行和永久性科考站的建立提供后勤支持。之后经过数年努力，新站（康宏站）于2005年成立。

## 环境

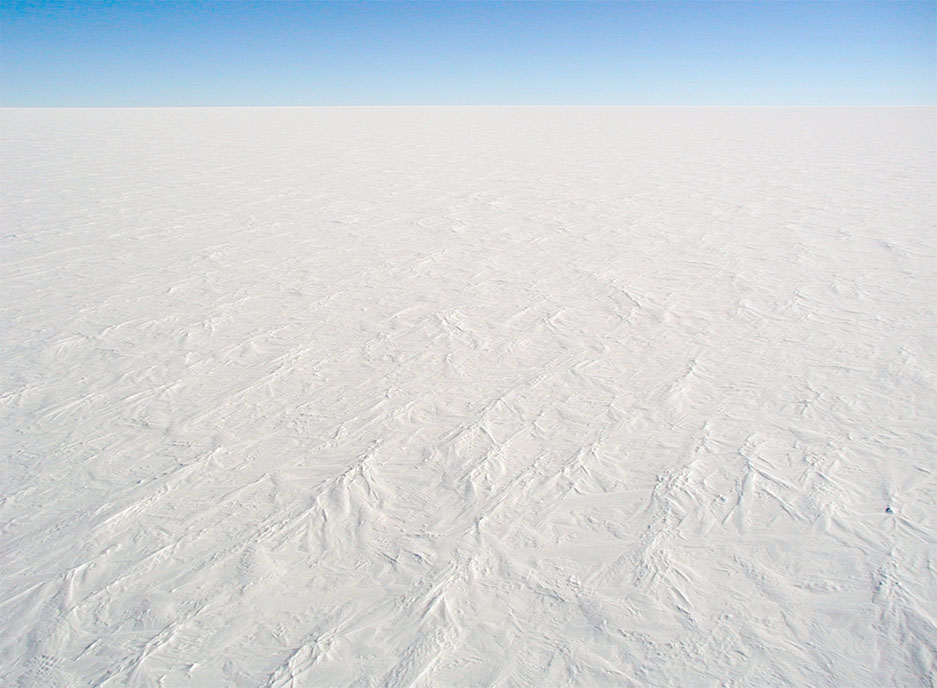
海拔高、地势平坦、气候严寒的冰穹C地区

冰穹C是世界上最冷的地区之一，属典型的冰原气候，全年气温鲜少高于-25°C，寒季时可时常低于-80°C。年平均气温-54.5°C，最低气温达-84.6°C。但由于地处内陆，海拔高，因此风速较小（仅2.8米/秒），强风少见，且无下降风。

## 天文观测
冰穹C是一个适合极度精确天文观测的地点，在此开展观测工作有许多优势，例如大气透明度高（甚至能让观测者在太阳的仰角高度达到38度时也能进行观测）、天空中红外线辐射极少、空气中悬浮颗粒和粉尘的含量极低、空气湿度极低、不存在光污染等等。

## 外部連結
- Another Dome C FAQ (Guillaume Dargaud)
- First Winterover at Concordia Station (2005)（页面存档备份，存于） blog by Guillaume Dargaud
- 2nd Winterover at Concordia Station (2006) blog by Eric Aristidi, LUAN (Laboratoire Universitaire d'Astrophysique de Nice)
- Official website of Concordia Station Institut Polaire Français - Paule Emile Victor (IPEV) and Programma Nazionale di Ricerche in Antartide (PNRA)
- Dome C seeing, Nature Letter Frequently Asked Questions about seeing at Dome C.
- International Large Optical Telescope, is proposed as a 2m optical-quality telescope for Dome C
- Michael C. B. Ashley（页面存档备份，存于）
- Site evaluation of E-ELT of ESO including thiks location.[永久]
- OpenStreetMap（页面存档备份，存于）
- Alexei Rudoy. Прошлогодний снег. - Climate, ice, water, landscapes

75°06′S 123°21′E / 75.100°S 123.350°E